# Schizostachyum zollingeri
Schizostachyum zollingeri är en gräsart som beskrevs av Ernst Gottlieb von Steudel. Schizostachyum zollingeri ingår i släktet Schizostachyum och familjen gräs. Inga underarter finns listade i Catalogue of Life.